# Stennewitz (Lübbenau/Spreewald)

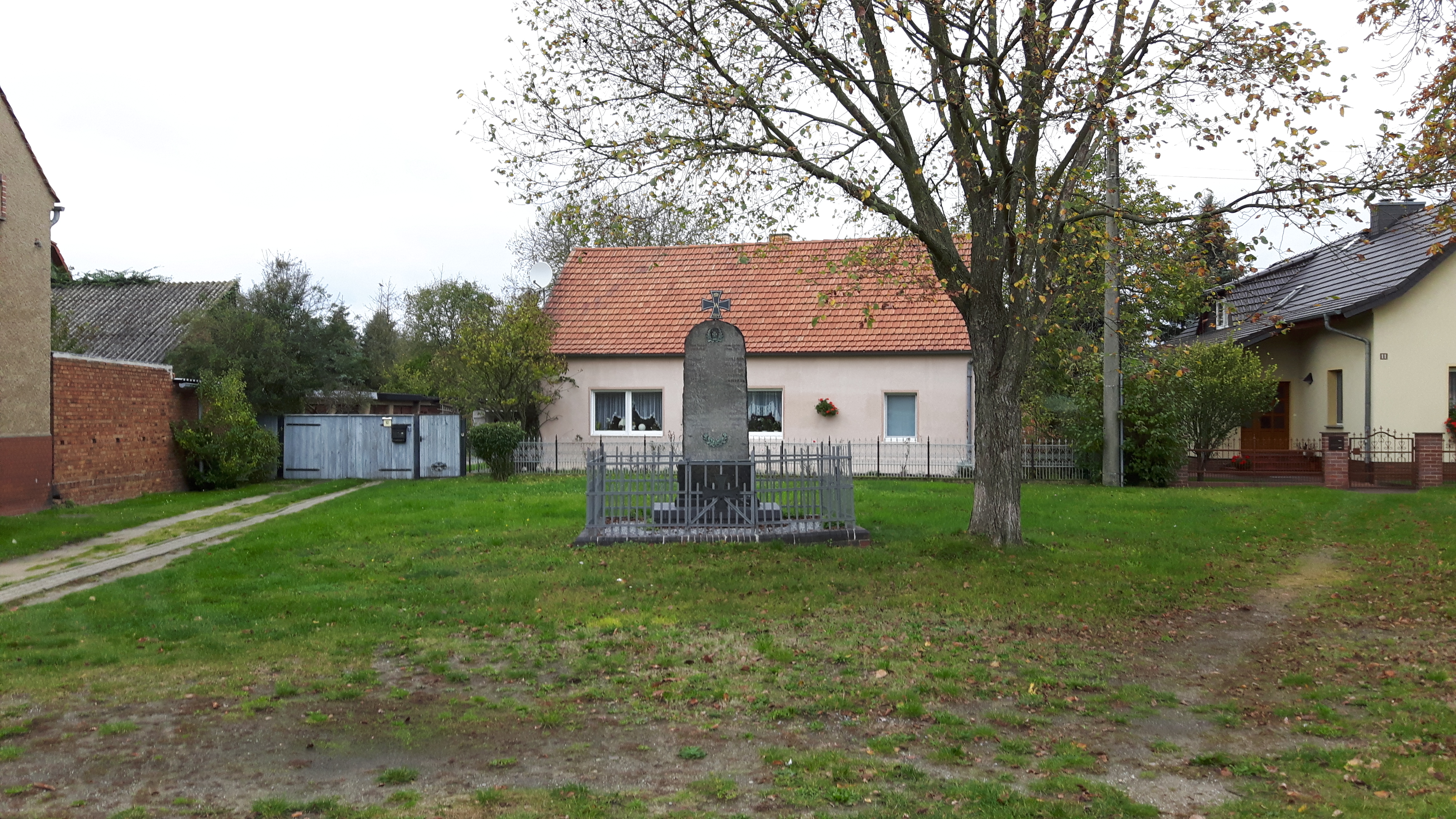
Kriegerdenkmal in der Stennewitzer Dorfmitte

Stennewitz, niedersorbisch Sćenojce, ist ein amtlich ausgewiesener Wohnplatz und ehemaliger Ortsteil der Stadt Lübbenau/Spreewald im Landkreis Oberspreewald-Lausitz in Brandenburg. Der Ort wurde am 26. Dezember 1929 eingemeindet und war vorher eine eigenständige Gemeinde.

## Lage
Stennwitz liegt in der Niederlausitz im Biosphärenreservat Spreewald und gehört zum amtlichen Siedlungsgebiet der Sorben/Wenden. Der Ort ist heute baulich mit Lübbenau verwachsen, lediglich im Südwesten grenzt Stennewitz kurzzeitig an Zerkwitz. Nördlich der Ortschaft liegen der Stennewitzer Hauptgraben und die Alte Stennewitzer Kahnfahrt, die beide zum Flusssystem der Spree gehören. Nördlich von Stennewitz liegt der Barzlin.
Die Bahnstrecke Berlin–Görlitz bildet die südliche Grenze zwischen Lübbenau und Stennewitz. Südlich des Ortes liegt die Landesstraße 49.

## Geschichte
Das Gebiet um Stennewitz war vermutlich schon zur Bronzezeit besiedelt, was entsprechende archäologische Funde in der Nähe des Dorfes beweisen. Erstmals urkundlich erwähnt wurde Stennewitz im Jahr 1315 als „Stenewicz“. Der Ortsname stammt aus der sorbischen Sprache und bedeutet „Ort wo es junge Hunde gibt“. Nach einer anderen möglichen Erklärung liegt dem Ortsnamen der slawische Personenname „Sden“ zugrunde. Für den sorbischen Namen sind die alten Schreibweisen „Šćeńojce“ bzw. „Šćenjojce“ überliefert.
Stennewitz war Teil der Herrschaft Lübbenau. Die Bevölkerung lebte, wie auch im benachbarten Lübbenau, größtenteils von Obst- und Gemüseanbau. Im 18. Jahrhundert betrieben Kossäten aus Stennewitz einen ausgedehnten Gemüsehandel mit anderen Städten. Im Jahr 1635 kam Stennewitz, das bis dahin zum Markgraftum Niederlausitz gehört hatte, als Folge des Prager Friedens an das Kurfürstentum Sachsen. Dieses wurde 1806 zum Königreich erhoben. Durch die auf dem Wiener Kongress beschlossene Teilung des Königreiches Sachsen kam Stennewitz schließlich zum Königreich Preußen, wo die Niederlausitz der Provinz Brandenburg angegliedert wurde. Bei der Kreisreform im Jahr 1816 wurde Stennewitz dem Landkreis Calau im Regierungsbezirk Frankfurt zugeordnet.
Laut der Topographisch-statistischen Übersicht des Regierungsbezirks Frankfurt a. d. Oder aus dem Jahr 1844 hatte Stennewitz damals 252 Einwohner, die in 49 Wohnhäusern lebten. Der Ort war nach Lübbenau eingepfarrt. 1867 hatte Stennewitz 260 Einwohner. Bei der Volkszählung vom 1. Dezember 1871 hatte die Landgemeinde Stennewitz 288 Einwohner in 68 Familien und zwei Einzelhaushalten. Von den Einwohnern waren 133 Männer und 155 Frauen; 71 Einwohner waren Kinder unter zehn Jahren. Am 1. Dezember 1910 hatte Stennewitz 263 Einwohner.
Nach seiner Siedlungsform war Stennewitz ursprünglich als Sackgassendorf angelegt. Die Verbindungsstraßen an die heutige L49 sowie die Straße nach Osten wurden erst nach 1945 errichtet. Noch heute ist der Grundriss des Dorfes aus dem Jahr 1800 zu erkennen, auch die Gebäude mit den Hausnummern 13, 14, 15 und 20 stammen noch aus dieser Zeit. Ursprünglich wurde Stennewitz von der Stennewitzer Kahnfahrt durchquert, die den Ort mit den Fließen des Spreewaldes verband.
Zum 26. Dezember 1929 wurde Stennewitz nach Lübbenau eingemeindet. Nach dem Ende des Zweiten Weltkrieges wurde der Ort zunächst Teil der Sowjetischen Besatzungszone und ab 1949 der DDR. Am 1. Juli 1950 wechselte Lübbenau mit Stottoff und Stennewitz in den Landkreis Lübben (Spreewald), nach dessen Auflösung bei der Kreisreform vom 25. Juli 1952 wurde Stennewitz dem neu gebildeten Kreis Calau im Bezirk Cottbus zugeordnet. Nach der Wende lag der Ortsteil im Landkreis Calau in Brandenburg. Nach der Kreisreform in Brandenburg am 6. Dezember 1993 wurde Stennewitz dem neu gebildeten Landkreis Oberspreewald-Lausitz zugeordnet. Nach der Gemeindereform am 26. Oktober 2003 wurde Stennewitz zu einem Wohnplatz herabgestuft.

## Bevölkerungsentwicklung
| 1875 | 276 | 1910 | 263 |
| 1890 | 282 | 1925 | 268 |